# Reifhorn
Das Reifhorn ist ein Berg in den Loferer Steinbergen an der Grenze von Salzburg und Tirol. Der 2488 m ü. A. hohe Hauptgipfel (auch Großes Reifhorn) wird umkränzt vom westlichen Reifhorn, östlichen Reifhorn und dem Kreuzreifhorn, die sämtlich niedriger sind. Die Reifhörner erheben sich zentral aus der Wehrgrube und teilen diese in die große und die kleine Wehrgrube. Markant sticht das Kreuzreifhorn nach Norden hervor und bildet die zentrale Pyramide der Loferer Steinberge bei Ansicht von Lofer. Nach Südosten entsenden die Reifhörner bis zu 600 m hohe Wände und Pfeiler. Der Gipfel des Kreuzreifhorns stellt eine hervorragende Aussichtskanzel über Lofer dar.

## Zustiege
Der einfachste Zustieg erfolgt von der Schmidt-Zabierow-Hütte aus der großen Wehrgrube über den Michael-Steiner-Weg. Über diesen Weg erreicht man in 2 Stunden (ab der Hütte) das Weinschartel  und das Kreuzreifhorn. Die Route ist markiert und verlangt stellenweise leichte Kletterei (I UIAA-Skala) und Trittsicherheit. Der kurze Aufstieg vom Weinschartel zum großen Reifhorn ist nicht markiert und weist die Kletterschwierigkeit II auf. Des Weiteren bieten die Südostabstürze und auch der lange Nordgrat Kletterrouten verschiedener Schwierigkeitsgrade.

## Weblinks

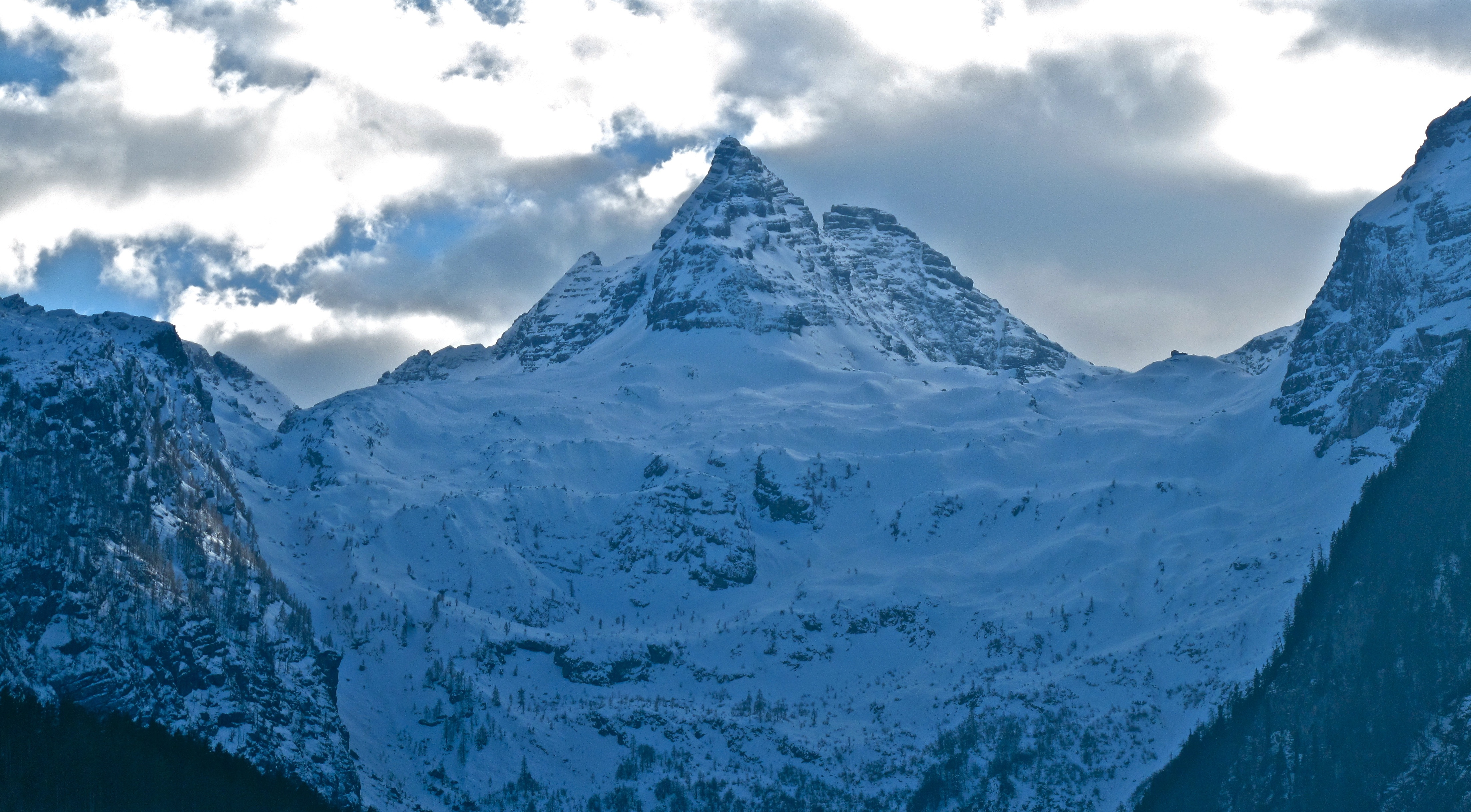
Kreuzreifhorn von Norden